# Toledo (Oregon)
Pour les articles homonymes, voir Toledo.
Toledo est une municipalité américaine située dans le comté de Lincoln en Oregon. Lors du recensement de 2010, sa population est de 3 465 habitants.

## Géographie
Toledo est située sur la rive nord de la Yaquina River (en).
La municipalité s'étend sur 2,41 milles carrés (6,24 km2), dont 0,23 milles carrés (0,6 km2) d'étendues d'eau.

## Histoire

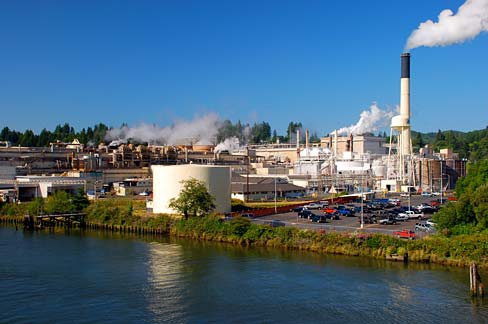
La scierie de Toledo en 2010.

La localité est fondée en 1866 par John Graham et sa famille, en application du Homestead Act. Son fils Joseph nomme le lieu Toledo, en référence à la ville de Toledo (Ohio) dont ils sont originaires,. La poste s'y implante en 1868. Toledo devient une municipalité le 11 octobre 1893. Cette même année, elle devient le siège du nouveau comté de Lincoln.
En 1917, durant la Première Guerre mondiale, le gouvernement fédéral y créée une scierie d'épicéas pour fabriquer les avions de l'armée américaine. La guerre s'achève cependant avant sa mise en activité et l'usine est vendue à une propriété privée, qui emploie jusqu'à 800 travailleurs dans les années 1920. Lorsqu'en 1925 la C.D. Johnson Lumber Company décide d'embaucher des ouvriers japonais moins bien rémunérés que leurs confrères américains, des émeutes éclatent, chassant les Japonais hors de la ville,. À partir de cette époque, la ville connaît un certain déclin économique, même si elle reste le hub industriel de la région,. Ce déclin se poursuit dans les années 1950 : le siège du comté est transféré en 1954 à Newport qui, désormais desservie par la Highway 20, attire de nombreuses entreprises de Toledo.